# Estado Mayor de las Fuerzas Armadas de Ucrania
El Estado Mayor de las Fuerzas Armadas de Ucrania (en ucraniano: Генеральний штаб Збройних сил України) es el personal militar de las Fuerzas Armadas de Ucrania. Es el órgano central de la Administración de las Fuerzas Armadas y supervisa la gestión operativa de las fuerzas armadas bajo el Ministerio de Defensa de Ucrania.
El Jefe del Estado Mayor de las Fuerzas Armadas de Ucrania es designado por el Presidente de Ucrania, quien es el comandante en jefe supremo de las fuerzas armadas. El 28 de marzo de 2020 se introdujo un nuevo puesto de Comandante en Jefe de las Fuerzas Armadas de Ucrania que se separa del Jefe del Estado Mayor. El actual Jefe del Estado Mayor General es Serhii Shaptala, mientras que el Comandante en Jefe se convirtió en Valerii Zaluzhnyi.
El Estado Mayor se creó en 1991-1992 sobre la base del cuartel general del Distrito Militar de Kiev de las antiguas Fuerzas Armadas Soviéticas.

## Organización
- Comandancia en Jefe de las Fuerzas Armadas de Ucrania
- Jefe del Estado Mayor de las Fuerzas Armadas de Ucrania
- Estado Mayor de Operaciones Conjuntas de las Fuerzas Armadas de Ucrania
  - Dirección de Apoyo Legal
  - Departamento de la Dirección General de Inteligencia
  - Dirección Financiera
  - Despacho de ayudantes del Jefe del Estado Mayor General
  - Suplentes del Jefe del Estado Mayor General
    - Dirección General de Gestión de Personal, Dirección General de Apoyo Moral y Psicológico
    - Dirección General de Personal (J-1)
    - Dirección General de Operaciones (J-3)
    - Dirección General de Logística (J-4)[2][3]
    - Dirección General de Defensa y Planificación de la Movilización del Estado Mayor General (J-5)
    - Dirección General de Sistemas de Información y Comunicación del Estado Mayor General (J-6)
    - Dirección General de Entrenamiento de las Fuerzas Armadas (J-7)
    - Jefe de la Dirección Médica Militar (J-8)
    - Dirección Central de Seguridad del Servicio Militar[4]
    - Centro de Comando Jefe
    - Dirección de operaciones especiales
    - Dirección General de Apoyo Operativo
    - Dirección de verificación
    - Dirección Central de Seguridad de la Información y Criptología
    - Dirección General de Cooperación Militar y Operaciones de Mantenimiento de la Paz
    - Dirección Científica del Estado Mayor General[5][6]
    - Dirección de Música Militar
    - Dirección de Administración
    - Jefe Dirección Económica y Financiera

### Direcciones pasadas
- - Ayudantes del Jefe del Estado Mayor General
  - Dirección de Control y Fiscalización
  - Primer Subjefe del Estado Mayor General
    - Subjefe del Estado Mayor General
      - Dirección de Integración Euroatlántica
      - Dirección de Cooperación Militar

    - Dirección de Servicio de Guarnición

  - Primer Subjefe del Estado Mayor General
    - Subjefe del Estado Mayor General
      - Dirección científica militar[7]
      - Dirección Financiera
      - Dirección económica y financiera principal[8] (J- 8)

    - Subjefe del Estado Mayor General
      - Sección para la Transición al Servicio de Contrato de Voluntarios
      - Sección de Símbolos Militares y Heráldica

    - Dirección General de Personal (J-1)
    - Dirección General de Operaciones (J-3/7)
    - Dirección Principal de Planificación de la Defensa (J-5)
    - Dirección Jurídica[9]

## Miembros del Estado Mayor
- Comandante en Jefe de las Fuerzas Armadas: General Valerii Zaluzhnyi (parte del Estado Mayor ex-oficio)
- Jefe del Estado Mayor: Teniente general Serhii Shaptala[1]
- Comandante de las Fuerzas Terrestres: Coronel General Oleksandr Syrskyi
- Comandante de la Armada: Vicealmirante Oleksiy Neizhpapa
- Comandante de la Fuerza Aérea: Teniente General Mykola Oleschuk
- Comandante de las Fuerzas de Asalto Aéreo: Mayor General Yevhen Mosiuk
- Comandante de las Fuerzas de Operaciones Especiales: Mayor General Hryhoriy Halahan

## Insignia

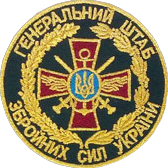
Insigna del Estado Mayor de Ucrania
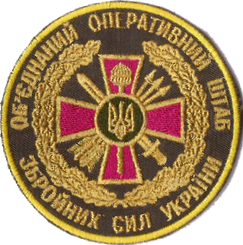
Insigna del Estado Mayor de Operaciones